# Гидрографические суда проекта 862
Гидрографическое суда проекта 862 — суда специальной постройки для нужд гидрографической службы ВМФ СССР, позже России. В некоторых источниках обозначены как суда типа «Тайга». Строительство велось двумя сериями по 9 судов в каждой, всего 18 судов. По кодификации НАТО — Yug-class hydrographic survey vessel (Yug-class oceanographic research ships). Данные суда обладают неограниченной мореходностью и работали во всех районах Мирового океана.

## Назначение
Гидрографические суда проекта 862 предназначены для изучения определённых вопросов океанографии, имеющих специфическое военное значение (такие, как изучение гидрологических условий для обеспечения свободного плавания подводных лодок новых проектов в удаленных районах Мирового океана) и проводить комплексные океанографические исследования, в частности: 
- делать маршрутный промер
- проводить батитермографные исследования (непрерывное измерение вертикального распределения температуры воды)
- наблюдать за течениями
- делать исследования химической гидрологии
- исследовать морскую метеорологию
- проводить промер глубин
- производить детальную съёмку рельефа дна
- делать топографическую съёмку
- проводить геодезические работы
- исследовать радионавигационные системы

Суда данного проекта способны свободно работать совместно с научно-исследовательскими судами Академии наук СССР (России). Также они могут привлекаться в Дальневосточном регионе как транспорт для перевозки радиоизотопных термоэлектрических генераторов (РИТЭГ) с мест эксплуатации до пунктов хранения в интересах «ДальРАО».

## Проект
Для работы в удаленных районах Мирового океана к 1977 году по заказу ВМФ СССР был разработан проект 862 гидрографических судов среднего водоизмещения. К 1979 году проект был несколько изменён, и началось строительство судов второй серии.

### Модернизация
По опыту эксплуатации объекта «Селигер» главным конструктором ЦКБ «Черноморец» И. Г. Дибривским был разработан план переоборудования гидрографических судов проекта 862 в средние разведывательные корабли проекта 08621. Научно-техническое сопровождение осуществил капитан 1-го ранга А. С. Челпанов. По проекту корабли получали комплексы радиоразведки (РР), оборудование радиотехнической разведки (РТР) и специально разработанные спуско-подъёмные устройства, а также два спаренных пулемёта «Утёс-М» калибра 12,7-мм. Переоборудование проходило в Севастополе на Севморзаводе имени С. Орджоникидзе. В 1985-1988 годах первым судном стало ГИСУ «Юг». В 1990-1996 годах ГИСУ «Мангышлак» стало вторым, но из-за различия состава оборудования РР и РТР, проект значился как 08622. По кодификации НАТО эти суда получили обозначение Yug-class electronic surveillance ships. Project 0862.1/0862.2.
К 1996 году ГИСУ «Стрелец» и ГИСУ «Плутон» перестроены в пограничные сторожевые корабли (ПСКР) и переданы в состав береговой охраны России. При перестройке корабли были вооружёны по одной 25-мм двухствольной установкой 2М-3М.

## Конструкция

### Тактико-технические характеристики
Проект 862
- Водоизмещение: 1842 тонны (стандартное), 2435 тонн (полное)
- Длина: 82,5 метра, 75,8 метра (между перпендикулярами)
- Ширина: 13,5 метра
- Высота борта: 8,0 метра (на миделе)
- Осадка: 4,0 метра

Проект 862II
- Водоизмещение: 1892 тонн (стандартное), 2499 тонн (полное)
- Длина: 82,53 метра, 75,8 метра (между перпендикулярами)
- Ширина: 13,5 метра
- Высота борта: 8,0 метра (на миделе)
- Осадка: 3,96 метра

### Корпус и надстройка

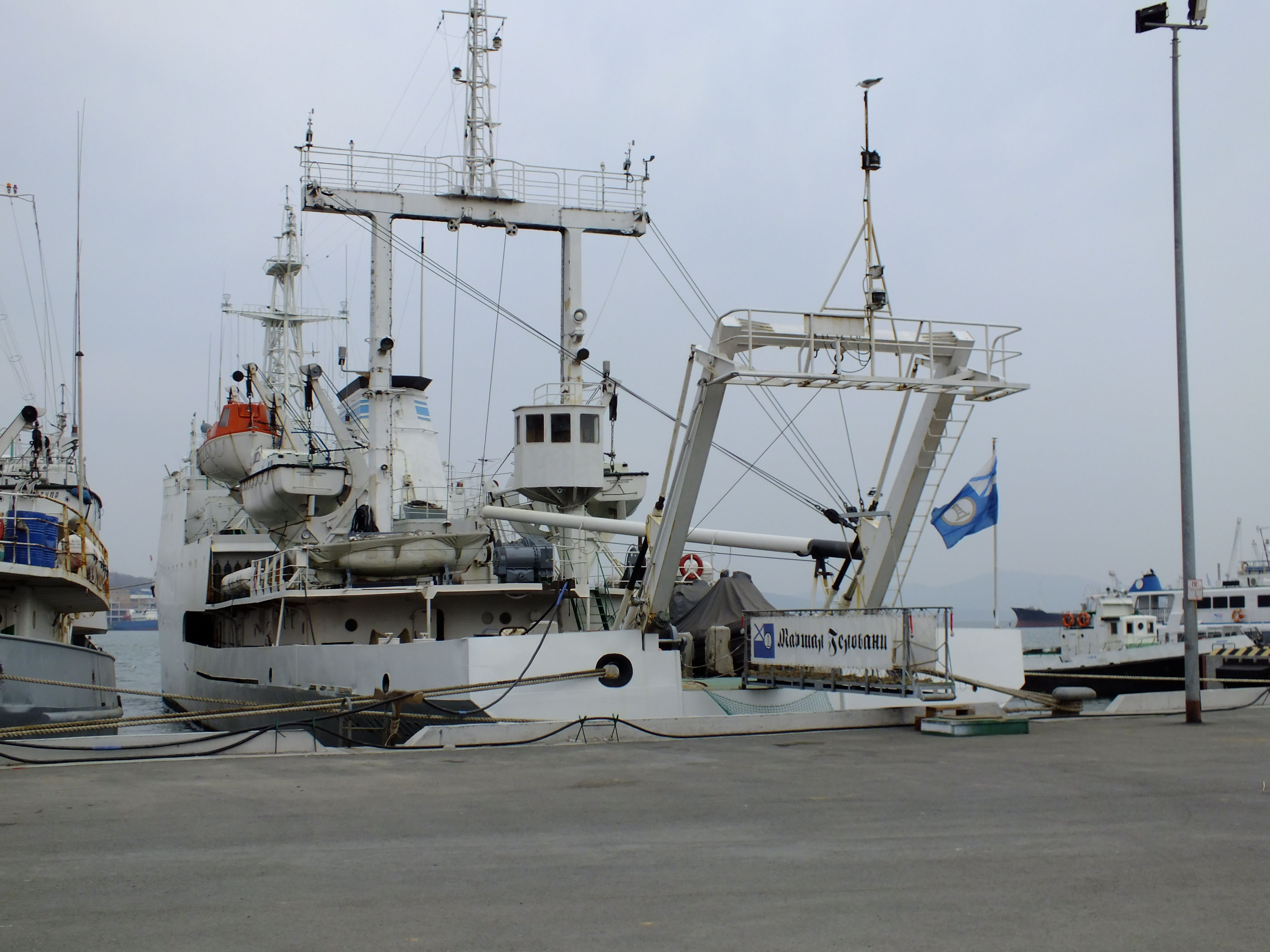
Корма

Корпус стальной сварной из кораблестроительной стали с ледовым форштевнем. Двухъярусная развитая надстройка с ходовым мостиком и пультами управления располагается по середине корпуса. Всего на борту находятся шесть лабораторий. На крыше надстройки размещены два прожектора разной мощности и мачта с антенными постами и РЛС. За надстройкой располагается дымоход и шлюпбалки с двумя рабочими катерами побортно. За дымоходом размещён портал с грузовой стрелой. Перед надстройкой побортно смонтированы две кран-балки грузоподъемностью 5 тонн. В ходе эксплуатации на некоторых судах одна или две эти кран-балки были демонтированы. Груз размещается в носовом грузовом трюме объёмом 100 м³ (размеры 7,2 × 5,5 × 5,0 м), так же имеется возможность размещения груза на палубе. Суда оснащены пятью лебёдками различного назначения.
Суда второй серии проекта отличаются от судов первой серии увеличенным на 50 тонн стандартным водоизмещением, и на 64 тонны полным.

### ГЭУ и движитель
Главная энергетическая установка состоит из двух дизелей «Цегельски-Зульцер» 12AV25/30, мощностью по 2200 л. с. Два четырехлопастных винта регулируемого шага (ВРШ) диаметром 2,7 метра обеспечивает скорость полного хода в 15,9 узла. Крейсерская скорость составляет 13 узлов. В носу установлено одно подруливающее устройство. В качестве вспомогательных двигателей установлены электродвигатели mSS5e мощностью по 143 л. с., которые дают бесшумный малый ход. Дальность плавания достигает 8650 морских миль 13-узловым ходом и 6697 морских миль 15,9-узловым ходом. Электричество вырабатывают четыре дизель-генератора по 480 кВт каждый, и один вспомогательный дизель-генератор 220 кВт.

### Вооружение
- 2 × 2 × 12,7-мм «Утёс-М» (проекты 08621 и 08622)
- 1 × 2 × 25-мм 2М-3М (ПСКР)

### Обитаемость и экипаж
На судах был предусмотрен тренажёрный зал и сауна. Полный экипаж включал в себя 58 человек, в том числе 4 офицера. Дополнительно на борту могла находиться научная группа до 12 человек. После переоборудования в ПСКР, экипаж корабля увеличивался до 70 человек. Кроме капитана, экипаж и научные сотрудники размещались в двух- и трёх-местных каютах, оборудованных раковинами и водопроводом с горячей и холодной водой. Также в каютах находились журнальный столик, диван для отдыха и отдельный шкаф для каждого. Автономность плавания достигала 40 суток.

### Оборудование навигации и связи
- 2 НРЛС «Дон-2»
- ГАС звукоподводной связи МГ-13
- ГАС звукоподводной связи МГ-26 «Хоста»
- радиопеленгатор «Румб»

### Гидрографическое оборудование
Для производства работ на борту находятся два гидрографических промерных катера, а также батометр и другое оборудование и различные приборы.

### Специальное оборудование
Проекты 08621 и 08622
- ответчик госопознавания «Хром-К»
- ОГАС МГ-329 «Шексна» / ОГАС МГ-329 «Бронза»
- «Визир»
- «Ротор-НК»
- «Виток-АК»
- «Вахта-М»
- Другая аппаратура РР и РТР

## История строительства
Постройка велась в польском городе Гданьск на Gdańska Stocznia Północna im Bohaterow Westerplatte (ССЗ Сточни Полночни им. Бохатерев Вестерпляти / «Северная верфь»). Наблюдающим от ВМФ СССР был назначен капитан 2-го ранга В. В. Соколов.

### Представители проекта
Цвета таблицы:

Белый — Современный статус неизвестен

Зелёный — действующая в составе ВМФ России

Жёлтый — действующая в составе иностранных ВМС или как гражданское судно

Синий — находится в ремонте или на модернизации

Красный — списана, утилизирована или потеряна

 Серый  — выведено за штат, находится на консервации, хранении или отстое

| Название                                  | Зав.№    | Дата закладки | Спуск на воду | Ввод в строй | Списание   | Примечание |
| ----------------------------------------- | -------- | ------------- | ------------- | ------------ | ---------- | --- |
| «Юг»                                      | 862/1    |               | 28.03.1977    | 30.09.1977   | 10.09.1998 | Служба в составе Балтийского флота. В 1985-1988 годах перестроено в средний разведывательный корабль по проекту 08621 и переведён на Северный флот. С 1989 года бортовой номер ССВ-328, с 1990 года ССВ-703. В 1998 году началась перестройка в плавучее казино, переоборудование не окончено и в 2009 году отправлено на слом. |
| «Тайга»                                   | 862/2    |               | 24.05.1977    | 31.10.1977   | 2005       | Служба в составе Тихоокеанского флота. В 2005 году продано ООО «Дальневосточный бриз» и перестроено в креветколов. В 2007 году продано компании Red Sea Star Ltd и переименовано в Tayga. До 2011 года работало под флагом Сент-Китс и Невис, далее утилизировано.                                                              |
| «Стрелец»                                 | 862/3    |               | 12.08.1977    | 30.10.1978   | 2006       | Служба в составе Балтийского флота, 603-й отдельный дивизион гидрографических судов ДКБФ ВМФ СССР. К 1996 году перестроено в ПСКР и передано в состав береговой охраны России. |
| «Зодиак»                                  | 862/4    |               | 17.09.1977    | 06.03.1978   | 1998       | Служба в составе Балтийского флота. |
| «Персей»                                  | 862/5    |               | 09.11.1977    | 14.04.1978   | 2003       | Служба в составе Балтийского флота. |
| «Плутон»                                  | 862/6    |               | 30.01.1978    | 06.07.1978   | 2003       | Служба в составе Балтийского флота. К 1996 году перестроено в ПСКР и передано в состав береговой охраны России. |
| «Пегас»                                   | 862/7    |               | 12.09.1978    | 10.04.1979   |            | Служба в составе Тихоокеанского флота. Проходит ремонт в ЦС «Дальзавод». |
| «Сенеж»                                   | 862/8    |               | 12.09.1978    | 10.04.1979   |            | Служба в составе Северного флота. |
| «Гидролог»                                | 862II/9  |               | 1979          | 1979         |            | Служба в составе Черноморского флота, 176-й отдельный дивизион океанографических исследовательских судов КЧФ ВМФ СССР. В 1999 году переведено в состав Северного флота. Выполнение океанографических работ в интересах «Севморгео». Не используется с 2015 года.                                                                |
| «Галс»                                    | 862II/10 |               | 18.03.1981    | 11.11.1981   |            | Служба в составе Тихоокеанского флота. С начала 2010-ходов находится на отстое во Владивостоке. |
| «Николай Матусевич»                       | 862II/11 |               | 1981          | 30.05.1982   |            | Служба в составе Балтийского флота. |
| «Вице-адмирал Воронцов» до 04.1985 «Бриз» | 862II/12 |               | 21.03.1982    | 05.08.1982   |            | Служба в составе Тихоокеанского флота. Проходит ремонт в ЦС «Дальзавод». |
| «Визир»                                   | 862II/13 |               | 17.09.1982    | 04.02.1983   |            | Служба в составе Балтийского флота. В 1992 году переведено в состав Северного флота. |
| «Створ»                                   | 862II/14 | 11.03.1982    | 18.02.1983    | 27.03.1983   |            | Служба в составе Черноморского флота. |
| «Горизонт»                                | 862II/15 |               | 30.11.1982    | 30.05.1983   |            | Служба в составе Северного флота. |
| «Маршал Геловани»                         | 862II/16 |               | 11.02.1983    | 29.07.1983   |            | Служба в составе Тихоокеанского флота. |
| «Темрюк» до 1992 года «Мангышлак»         | 862II/17 |               | 19.04.1983    | 07.11.1983   |            | Служба в составе Черноморского флота. В 1990-1996 годах перестроен в средний разведывательный корабль по проекту 08622 и в апреле 1997 года переведён на Северный флот. С 1990 года бортовой номер 401, с 1992 года ССВ-704, с 2003 года ССВ-706.                                                                               |
| «Донузлав»                                | 862II/18 |               | 28.05.1983    | 13.12.1983   |            | Служба в составе Черноморского флота. |

## Фотографии

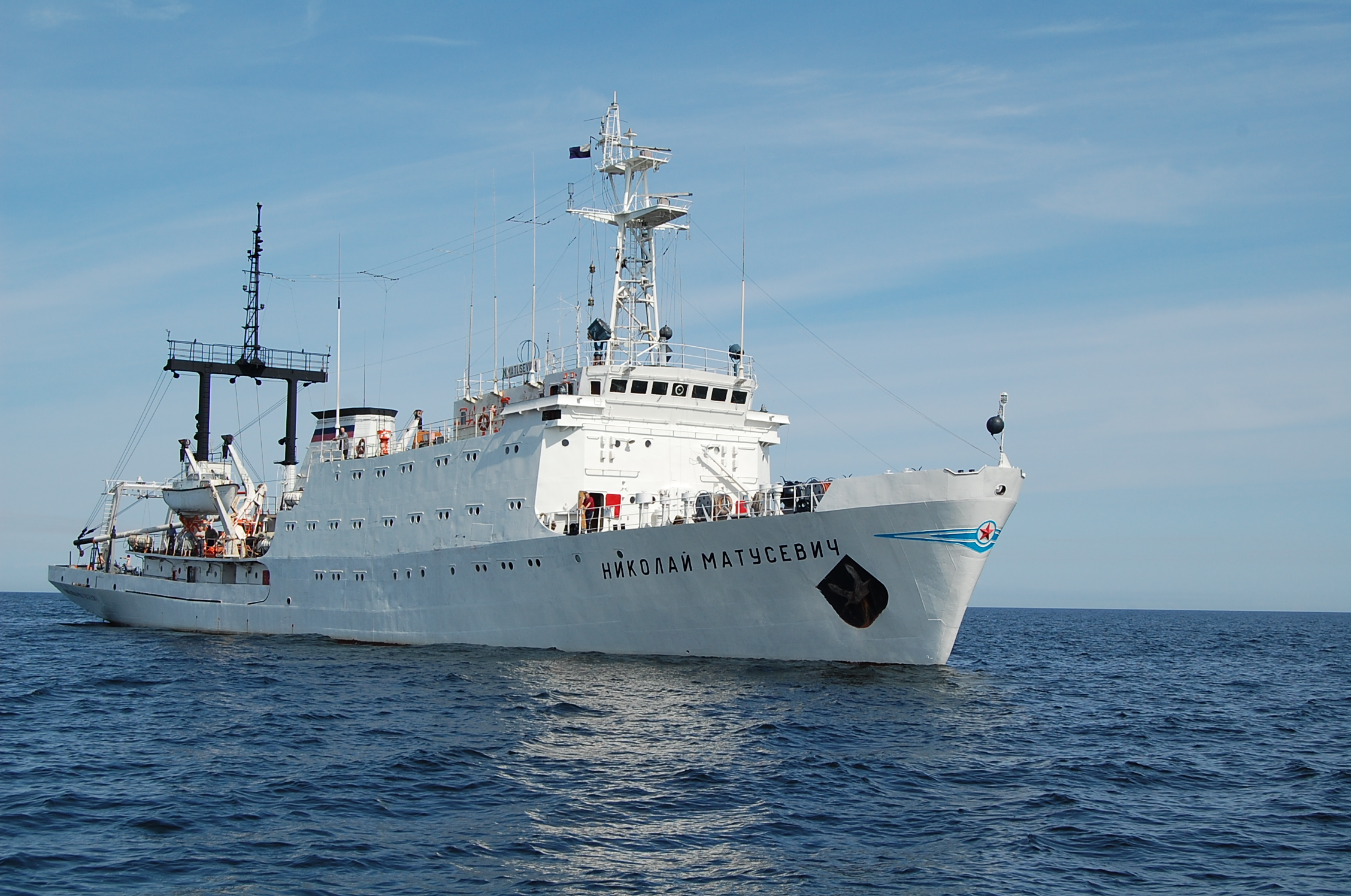
«Николай Матусевич». Финский залив, 17 августа 2009 года
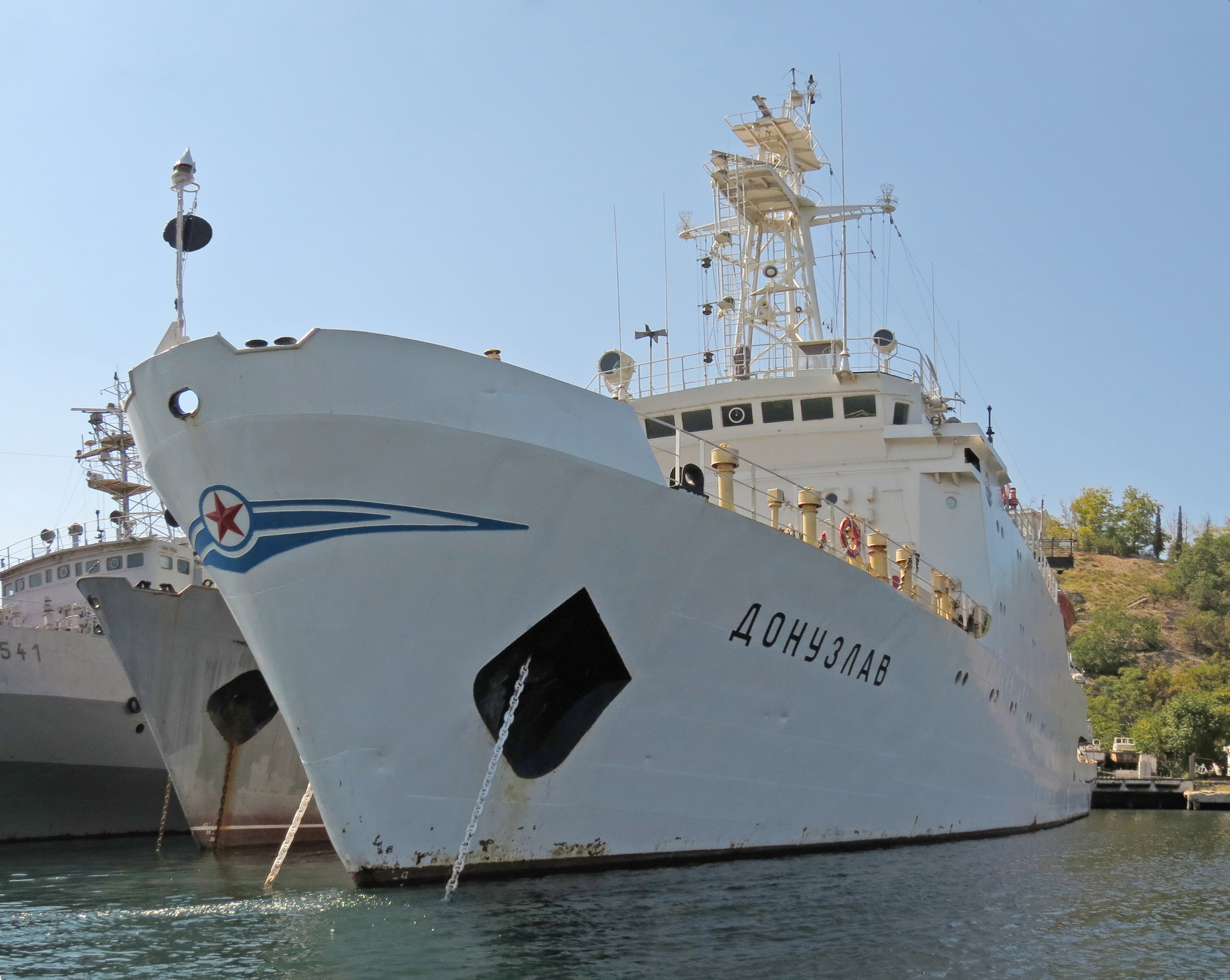
«Донузлав». Севастополь, 14 сентября 2012 года
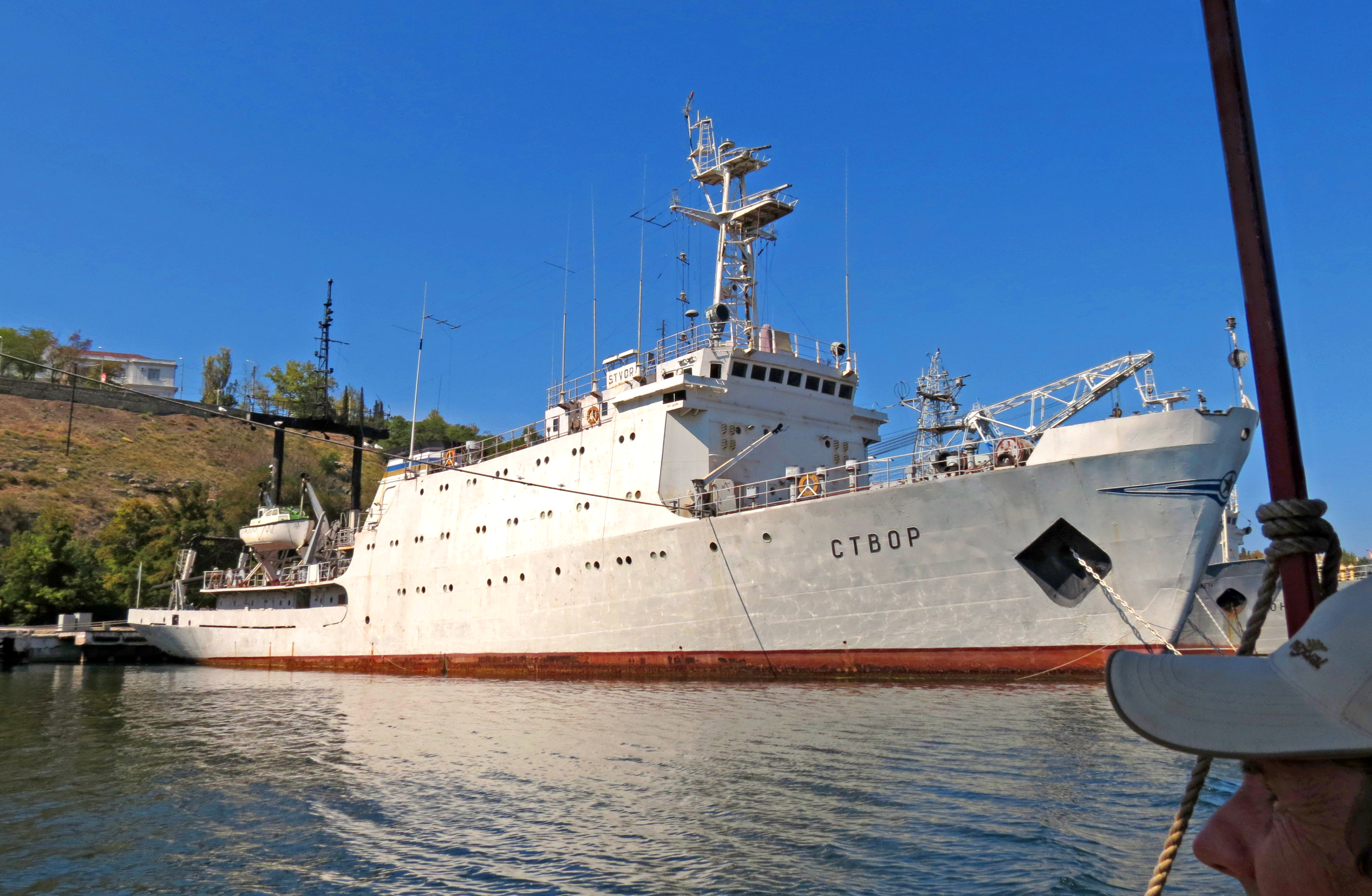
«Створ». Севастополь, 14 сентября 2012 года
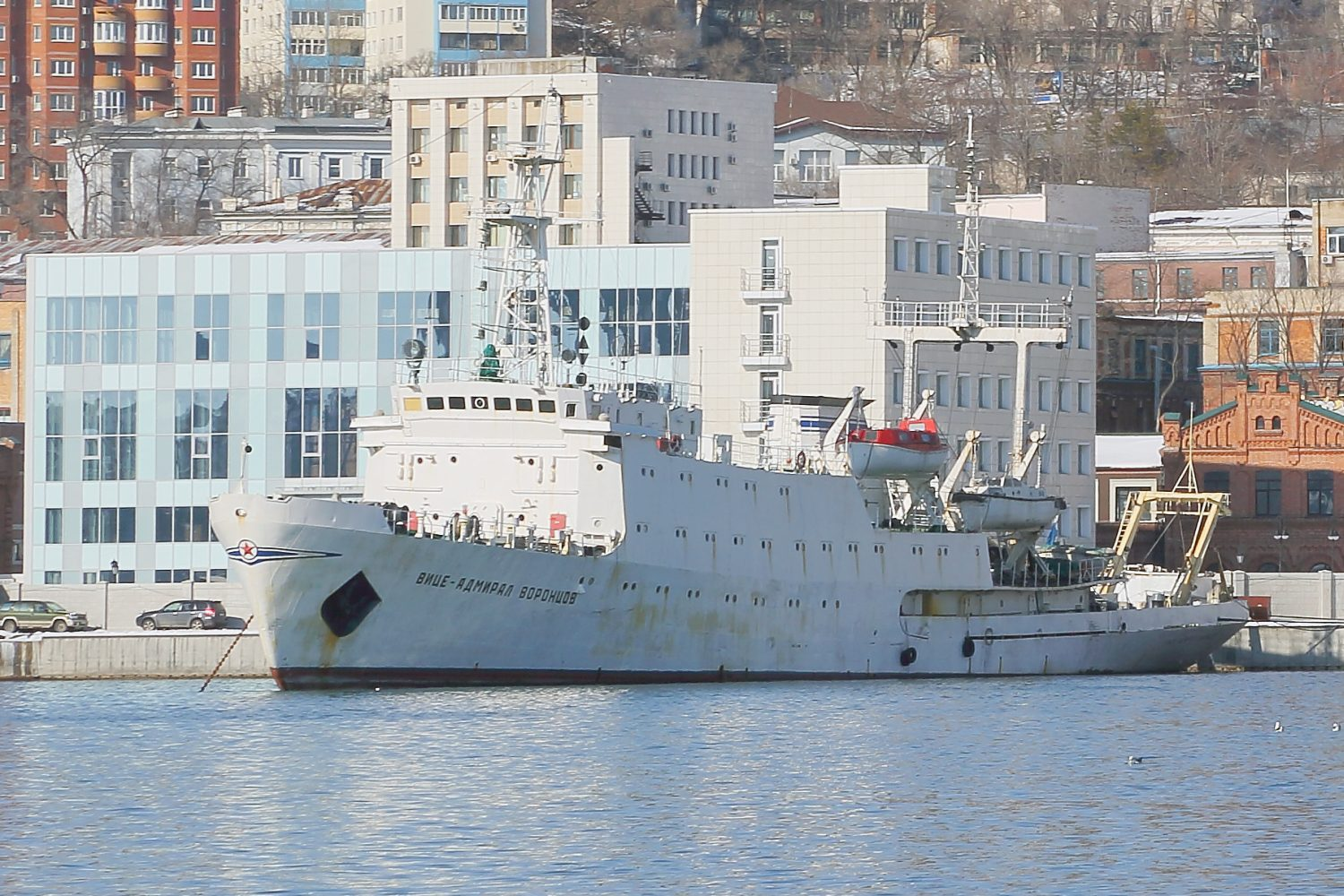
«Вице-Адмирал Воронцов». Владивосток, 2 марта 2015 года
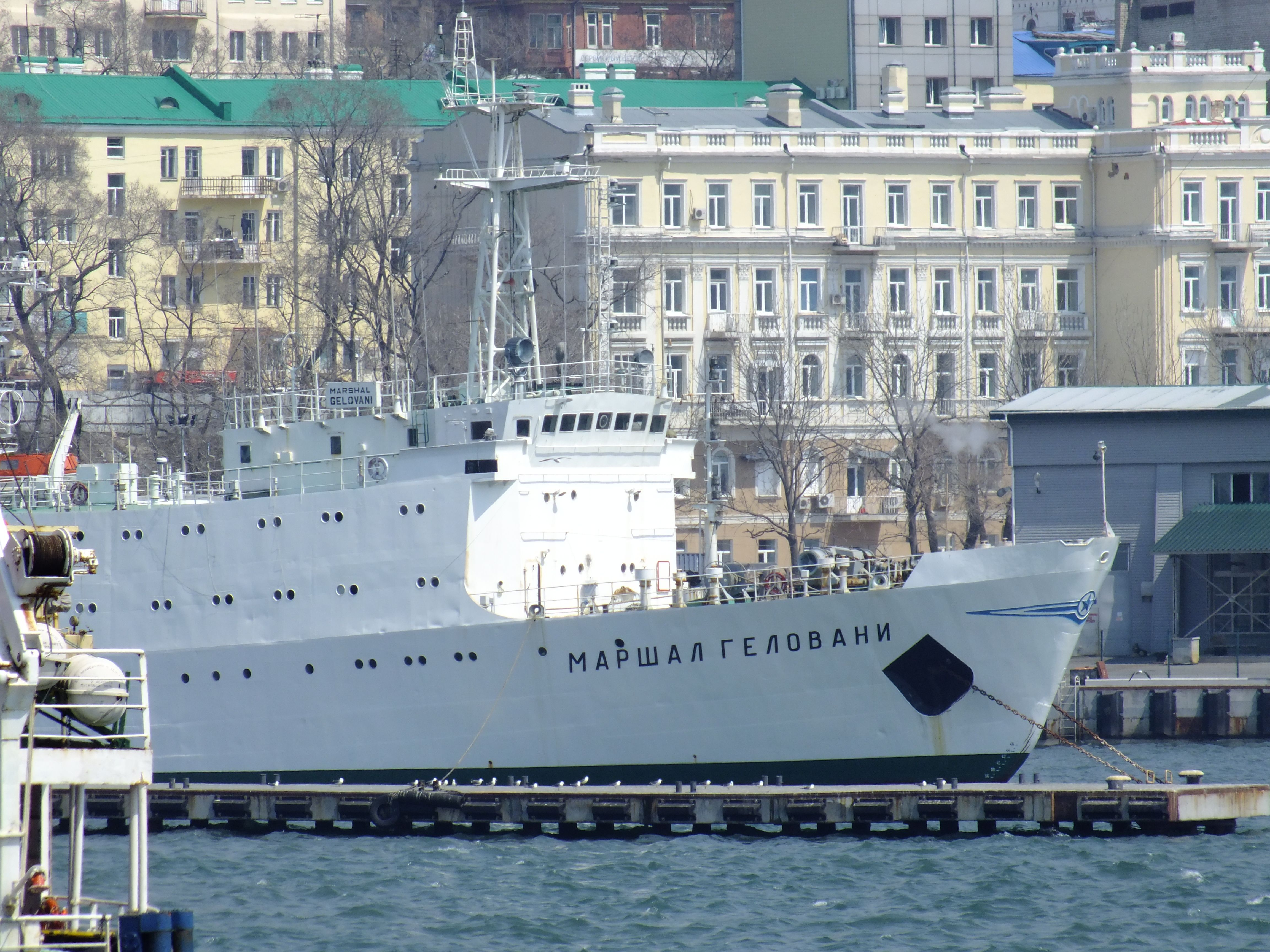
«Маршал Геловани». Владивосток, 2015 год
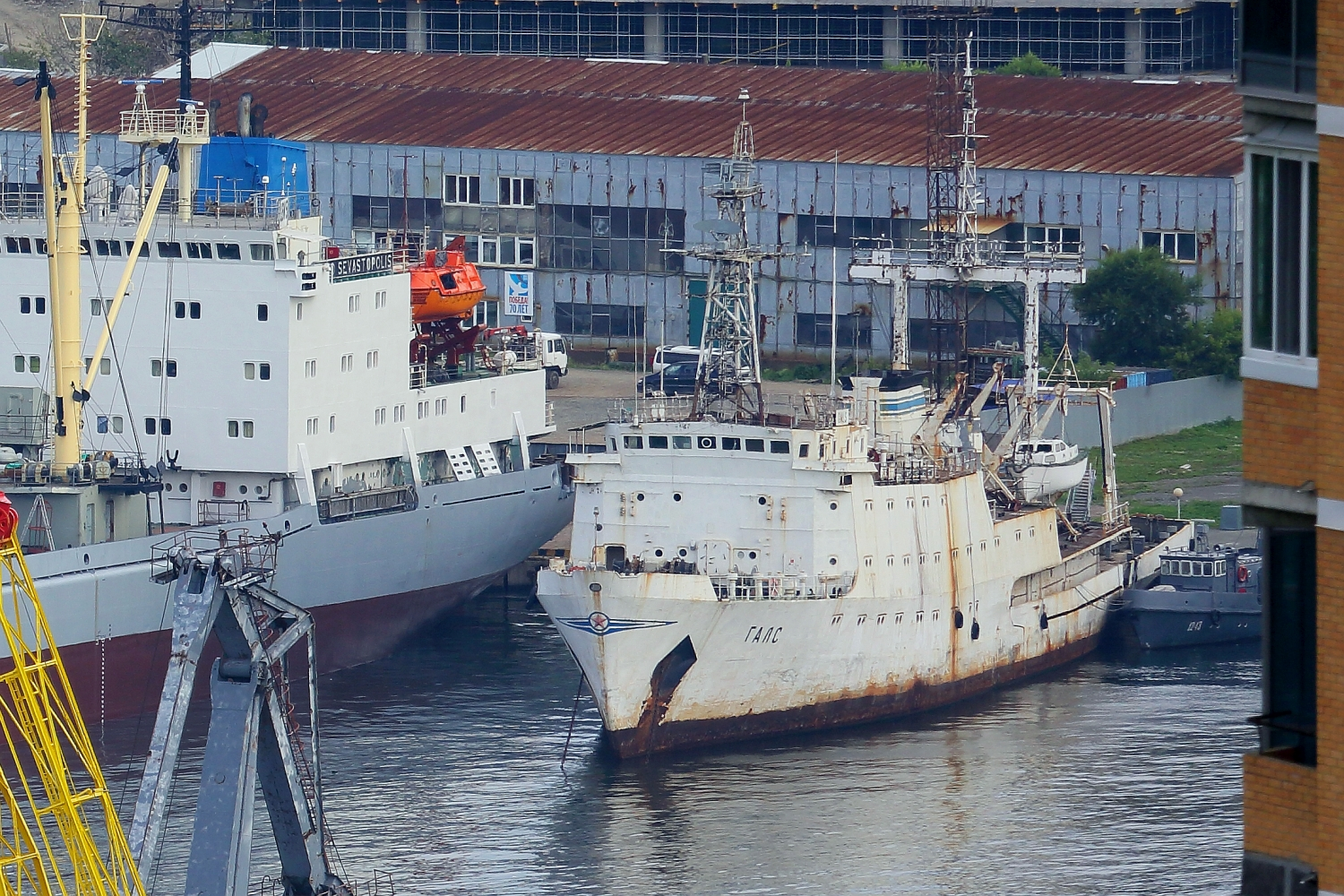
«Галс». Владивосток, 17 июля 2015 года, на отстое с 2010 года
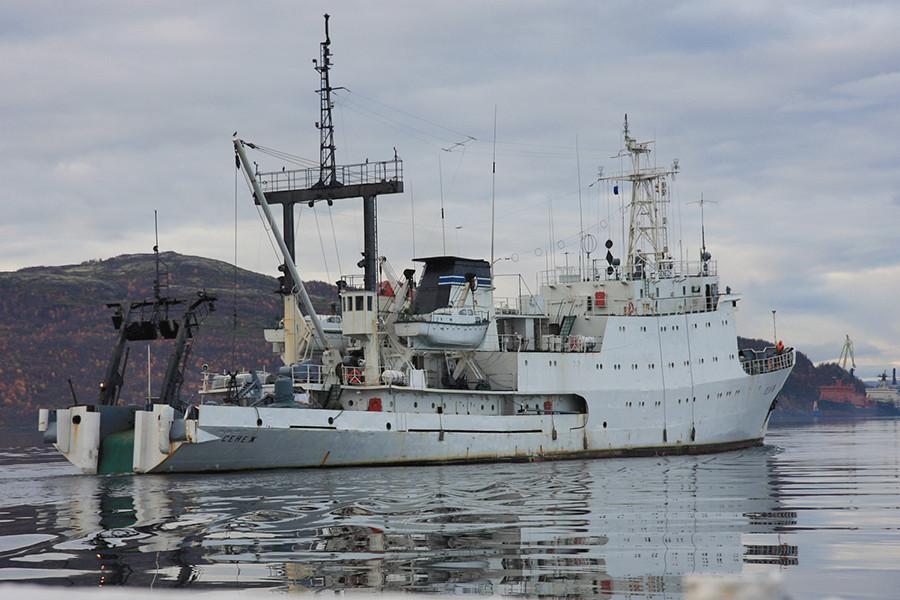
«Сенеж». Встреча в Североморске после выполнения исследований в Арктической зоне, 27 сентября 2015 года
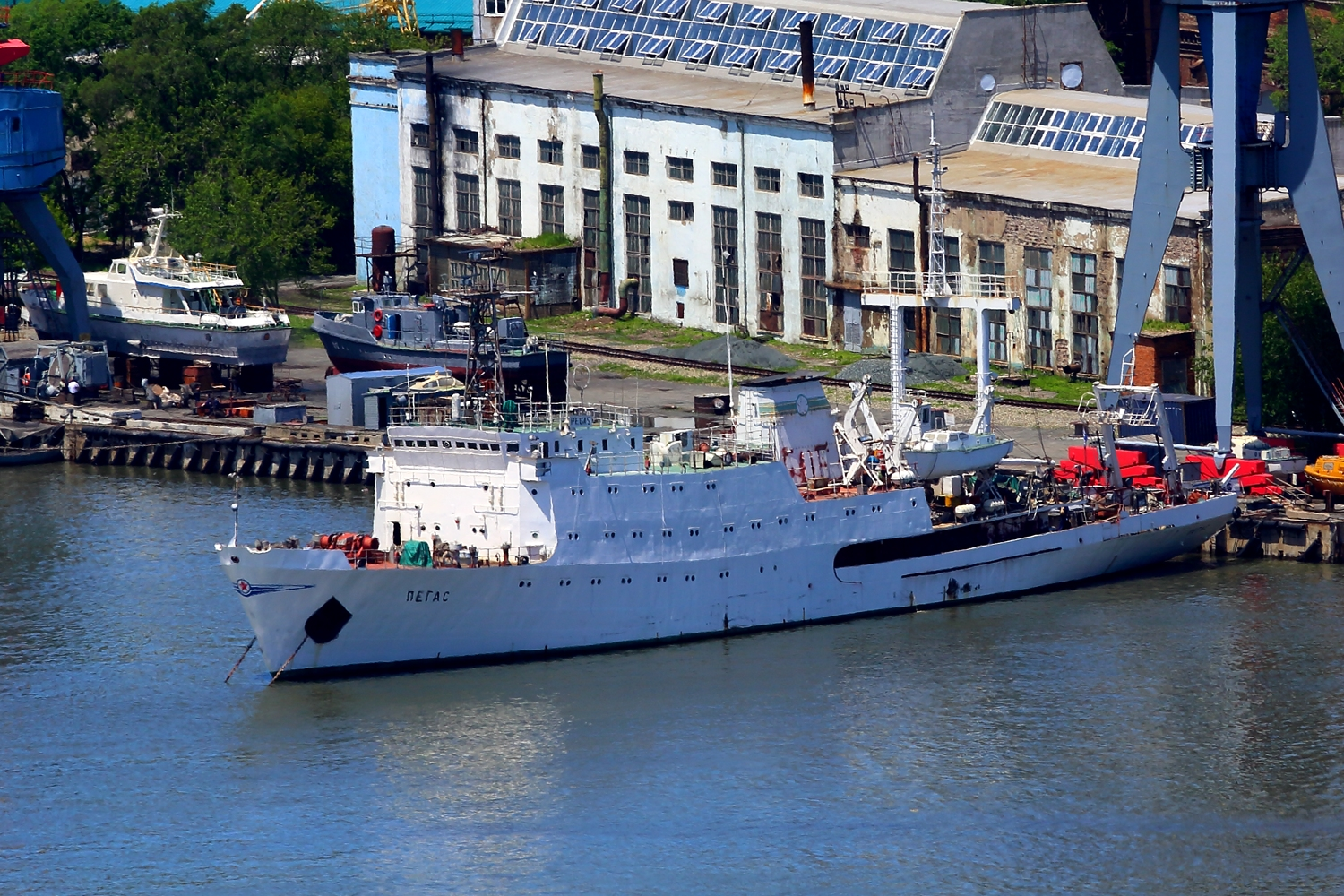
«Пегас». Владивосток, 17 июня 2016 года